# Temporada 1985 de la CART IndyCar World Series
La temporada 1985 de la CART IndyCar World Series fue la séptima temporada de la Championship Auto Racing Teams, se corrieron 15 carreras, comenzando en Long Beach, California, el 14 de abril y concluyendo en Miami, Florida, el 10 de noviembre. El campeón de la PPG IndyCar World Series fue el estadounidense Al Unser, y el ganador de las 69.ª edición de las 500 Millas de Indianápolis fue el estadounidense Danny Sullivan, el destacado novato del año fue el piloto Holandés Arie Luyendyk.

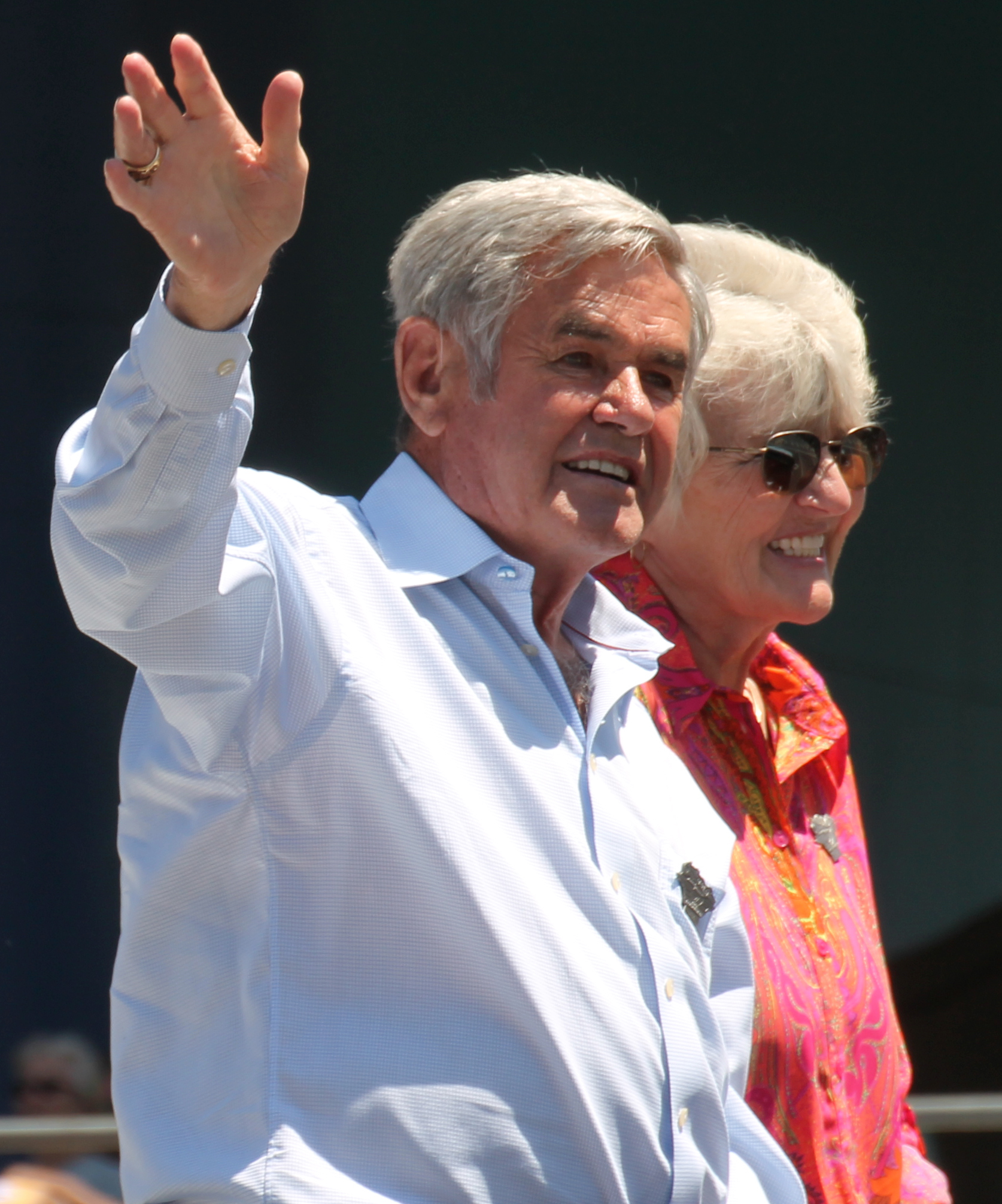
Al Unser Fue el campeón de la CART en la temporada 1985.

## Equipos y pilotos
| Equip./Prop.             | Chasis               | Motor          | Neumáticos | Núm.       | Piloto (s) | Notas |
| ------------------------ | -------------------- | -------------- | ---------- | ---------- | --- | --- |
| Marlboro Penske Racing   | March 85C            | Cosworth       | G          | 4 (5)      | Danny Sullivan | |
| Marlboro Penske Racing   | March 85C            | Cosworth       | G          | 5 (1)      | Rick Mears | Mears corrió en Indy 500, Milwaukee, Míchigan (ambas fechas) y Pocono. Corrió por Unser en todas las demás competencias. |
| Marlboro Penske Racing   | March 85C            | Cosworth       | G          | 5 (1)      | Al Unser | Mears corrió en Indy 500, Milwaukee, Míchigan (ambas fechas) y Pocono. Corrió por Unser en todas las demás competencias. |
| Marlboro Penske Racing   | March 85C            | Cosworth       | G          | 11         | Indy 500, Míchigan (primera competencia) y Pocono el patrocinio de Hertz, y Míchigan (en la segunda competencia) con el patrocinio de Gould Charge | |
| Doug Shierson Racing     | Lola T900            | Cosworth       | G          | 30         | Al Unser Jr. | |
| Truesports Co.           | March 85C            | Cosworth       | G          | 3 (10)     | Bobby Rahal | |
| Truesports Co.           | March 85C            | Cosworth       | G          | 8          | Ludwig Heimrath Jr. | Solo Mid-Ohio. |
| Newman/Haas Racing       | Lola T900            | Cosworth       | G          | 1 (3)      | Mario Andretti | Jones reemplazó a Andretti en Road America |
| Newman/Haas Racing       | Lola T900            | Cosworth       | G          | 1 (3)      | Alan Jones | Jones reemplazó a Andretti en Road America |
| Patrick Racing           | March 85C            | Cosworth       | G          | 20         | Bruno Giacomelli | Giacomelli compitió en: Long Beach, Portland, Meadowlands, Cleveland, Road America, Mid-Ohio, Sanair, Laguna Seca y Miami. Johncock compitió en: Indy 500, Swindell compitió en: Míchigan (primera carrera) y Pocono. Whittington compitió en: Indy 500, Milwaukee, Míchigan (segunda carrera) y Phoenix |
| Patrick Racing           | March 85C            | Cosworth       | G          | 20         | Gordon Johncock | Giacomelli compitió en: Long Beach, Portland, Meadowlands, Cleveland, Road America, Mid-Ohio, Sanair, Laguna Seca y Miami. Johncock compitió en: Indy 500, Swindell compitió en: Míchigan (primera carrera) y Pocono. Whittington compitió en: Indy 500, Milwaukee, Míchigan (segunda carrera) y Phoenix |
| Patrick Racing           | March 85C            | Cosworth       | G          | 20         | Sammy Swindell | Giacomelli compitió en: Long Beach, Portland, Meadowlands, Cleveland, Road America, Mid-Ohio, Sanair, Laguna Seca y Miami. Johncock compitió en: Indy 500, Swindell compitió en: Míchigan (primera carrera) y Pocono. Whittington compitió en: Indy 500, Milwaukee, Míchigan (segunda carrera) y Phoenix |
| Patrick Racing           | March 85C            | Cosworth       | G          | 20         | Don Whittington | Giacomelli compitió en: Long Beach, Portland, Meadowlands, Cleveland, Road America, Mid-Ohio, Sanair, Laguna Seca y Miami. Johncock compitió en: Indy 500, Swindell compitió en: Míchigan (primera carrera) y Pocono. Whittington compitió en: Indy 500, Milwaukee, Míchigan (segunda carrera) y Phoenix |
| Patrick Racing           | March 85C            | Cosworth       | G          | 40         | Emerson Fittipaldi | |
| Patrick Racing           | March 85C            | Cosworth       | G          | 60         | Rich Vogler | Solo Indy 500. |
| All American Racers      | Eagle 85GC/Lola T900 | Cosworth       | G          | 2          | Tom Sneva | Corrió con un chasís Eagle 85 en Long Beach, Indy 500 y Milwaukee, con el chasís Lola T900 en Portland, Sanair, Laguna Seca y Phoenix, y con un Eagle 85GC en el resto de las carreras. |
| All American Racers      | Lola T900            | Cosworth       | G          | 97         | Tony Bettenhausen Jr. | Solo Indy 500 |
| All American Racers      | Eagle 85GC/Lola T900 | Cosworth       | G          | 98         | Ed Pimm | Corrió con un chasís Eagle 85 en Long Beach e Indy 500, con el chasís Lola T900 en Milwaukee, y con un Eagle 85GC en el resto de las carreras. No compitió en Cleveland. |
| Kraco Racing             | March 85C            | Cosworth       | G          | 18         | Kevin Cogan | |
| Kraco Racing             | March 85C            | Cosworth       | G          | 99         | Michael Andretti | |
| Alex Morales Racing      | March 85C            | Cosworth       | G          | 21         | Johnny Rutherford | |
| Machinists Union Racing  | March 85C            | Cosworth       | G          | 55         | Josele Garza | |
| Machinists Union Racing  | March 85C            | Cosworth       | G          | 59         | Pete Halsmer | Halsmer compitió en: Indy 500, Milwaukee, Portland, Meadowlands, Cleveland, y Míchigan (segunda carrera). Keegan compitió en: Mid-Ohio, Laguna Seca y Miami. Ganassi compitió en: Míchigan (primera carrera.) |
| Machinists Union Racing  | March 85C            | Cosworth       | G          | 59         | Rupert Keegan | Halsmer compitió en: Indy 500, Milwaukee, Portland, Meadowlands, Cleveland, y Míchigan (segunda carrera). Keegan compitió en: Mid-Ohio, Laguna Seca y Miami. Ganassi compitió en: Míchigan (primera carrera.) |
| Machinists Union Racing  | March 85C            | Cosworth       | G          | 59         | Chip Ganassi | Halsmer compitió en: Indy 500, Milwaukee, Portland, Meadowlands, Cleveland, y Míchigan (segunda carrera). Keegan compitió en: Mid-Ohio, Laguna Seca y Miami. Ganassi compitió en: Míchigan (primera carrera.) |
| Galles Racing            | March 85C            | Buick/Cosworth | G          | 6          | Pancho Carter | Carter corrió en Long Beach, Indy 500, Milwaukee, Portland, Cleveland, Míchigan (ambas carreras), Pocono, Sanair, y Phoenix. Moreno corrió en Meadowlands, Road America, Mid-Ohio, Laguna Seca, y Miami. Con un Motor de Buick en Long Beach e Indy 500. |
| Galles Racing            | March 85C            | Buick/Cosworth | G          | 6          | Roberto Moreno | Carter corrió en Long Beach, Indy 500, Milwaukee, Portland, Cleveland, Míchigan (ambas carreras), Pocono, Sanair, y Phoenix. Moreno corrió en Meadowlands, Road America, Mid-Ohio, Laguna Seca, y Miami. Con un Motor de Buick en Long Beach e Indy 500. |
| Galles Racing            | March 85C            | Cosworth       | G          | 7          | Geoff Brabham | |
| Team Cotter              | March 85C            | Cosworth       | G          | 9          | Roberto Guerrero | Durante una práctica en Meadowlands se accidentó fuertemente y no pudo iniciar la carrera. |
| Forsythe Racing          | Lola T900            | Cosworth       | G          | 32/33      | Howdy Holmes | Holmes con el #33 corrió en todas las carreras, excepto Laguna Seca (donde tuvo un accidente), Phoenix y Miami. Lammers en Laguna Seca con #32, en Phoenix #32 y en Miami con el #33. |
| Forsythe Racing          | Lola T900            | Cosworth       | G          | 32/33      | Jan Lammers | Holmes con el #33 corrió en todas las carreras, excepto Laguna Seca (donde tuvo un accidente), Phoenix y Miami. Lammers en Laguna Seca con #32, en Phoenix #32 y en Miami con el #33. |
| Pace Racing              | March 84C/Lola T900  | Cosworth       | G          | 36         | Dennis Firestone | con un March A 84C disputaron las primeras seis carreras, y con un Lola T900 disputaron el resto. Firestone corrió su coche en las primeras 13 rondas, Bigelow relevó a Firestone en Míchigan (primera carrera), y Crawford corrió el coche en las últimas dos rondas. |
| Pace Racing              | March 84C/Lola T900  | Cosworth       | G          | 36         | Tom Bigelow | con un March A 84C disputaron las primeras seis carreras, y con un Lola T900 disputaron el resto. Firestone corrió su coche en las primeras 13 rondas, Bigelow relevó a Firestone en Míchigan (primera carrera), y Crawford corrió el coche en las últimas dos rondas. |
| Pace Racing              | March 84C/Lola T900  | Cosworth       | G          | 36         | Jim Crawford | con un March A 84C disputaron las primeras seis carreras, y con un Lola T900 disputaron el resto. Firestone corrió su coche en las primeras 13 rondas, Bigelow relevó a Firestone en Míchigan (primera carrera), y Crawford corrió el coche en las últimas dos rondas. |
| Dick Simon Racing        | March 85C            | Cosworth       | G          | 22/23      | Raúl Boesel | El coche #22 fue utilizado por Simon en los óvalos y Boesel en los circuitos. el #23 Simon lo usó en Meadowlands, y Boesel en Indy 500 y en Míchigan (primera competencia). |
| Dick Simon Racing        | March 85C            | Cosworth       | G          | 22/23      | Dick Simon | El coche #22 fue utilizado por Simon en los óvalos y Boesel en los circuitos. el #23 Simon lo usó en Meadowlands, y Boesel en Indy 500 y en Míchigan (primera competencia). |
| Leader Card Racing       | March 84C/March 85C  | Cosworth       | G          | 24         | Rocky Moran | Moran corrió en Long Beach con el #84C, y No calificó para Portland (utilizando el chasís 85C) y en Meadowlands (el chasís 84C). |
| Leader Card Racing       | March 84C/March 85C  | Cosworth       | G          | 24         | Tom Bigelow | Bigelow comenzó a preparar su entrada aIndy 500 con el chasís 85C, y corrió con el coche en Milwaukee (con el chasís 85C), Míchigan (primera competencia) con el chasís 84C y Pocono usando el chasís 85C |
| Leader Card Racing       | March 84C            | Cosworth       | G          | 24         | Phil Krueger | Krueger no calificó en Cleveland |
| Leader Card Racing       | March 85C            | Cosworth       | G          | 24         | Herm Johnson | Johnson compitió en Road America y Mid-Ohio |
| Leader Card Racing       | March 85C            | Cosworth       | G          | 24         | Gary Bettenhausen | Bettenhausen compitió en Sanair, Phoenix no pudo calificarse para la segunda carrera de Míchigan. |
| Leader Card Racing       | March 84C/March 85C  | Cosworth       | G          | 24         | Dominic Dobson | Dobson no pudo calificarse en Meadowlands con el chasís 84C, pero si corrió en Laguna Seca usando el chasís 85C y Miami. |
| Entradas Parciales       |                      |                |            |            | | |
| Canadian Tire Racing     | March 85C            | Cosworth       | G          | 67         | Jim Crawford | Solo la carrera de Sanair. |
| Canadian Tire Racing     | March 85C            | Cosworth       | G          | 76         | Jacques Villeneuve Sr. | Villeneuve Sr. corrió en todas las carreras excepto en Indy 500, Míchigan (ambas carrreeras) y Pocono. Parsons coompitió solo en Indianápolis. |
| Canadian Tire Racing     | March 85C            | Cosworth       | G          | 76         | Johnny Parsons | Villeneuve Sr. corrió en todas las carreras excepto en Indy 500, Míchigan (ambas carrreeras) y Pocono. Parsons coompitió solo en Indianápolis. |
| Provimi Racing           | Lola T900            | Cosworth       | G          | 61         | Arie Luyendyk | Todas las carreras excepto las 2 pruebas de Míchigan (Renunciaron a participar), En Pocono y Mid-Ohio (no calificaron) |
| Wysard Racing            | Lola T900            | Cosworth       | G          | 34         | Jim Crawford | Crawford corrió en Long Beach, Indianápolis , Milwaukee, Meadowlands y Cleveland, Brassfield en Miami. con el patrocinio de Canadian Tire en Indianápolis solamente, el patrocinio de Malcolm Konner solo fue en Meadowlands. |
| Wysard Racing            | Lola T900            | Cosworth       | G          | 34         | Darin Brassfield | Crawford corrió en Long Beach, Indianápolis , Milwaukee, Meadowlands y Cleveland, Brassfield en Miami. con el patrocinio de Canadian Tire en Indianápolis solamente, el patrocinio de Malcolm Konner solo fue en Meadowlands. |
| Arciero Racing           | Lola T900/March 85C  | Cosworth       | G          | 12         | Bill Whittington | Whittington corrió en todas las carreras, excepto Míchigan (primera carrera), Pocono, Sanair y Phoenix, Lanier en Phoenix. Se usó el chasís Lola T900 en todas las carreras, excepto Míchigan (segunda carrera) y en Miami |
| Arciero Racing           | Lola T900/March 85C  | Cosworth       | G          | 12         | Randy Lanier | Whittington corrió en todas las carreras, excepto Míchigan (primera carrera), Pocono, Sanair y Phoenix, Lanier en Phoenix. Se usó el chasís Lola T900 en todas las carreras, excepto Míchigan (segunda carrera) y en Miami |
| Arciero Racing           | Lola T900            | Cosworth       | G          | 57         | Compitió en Long Beach, Indy 500, Portland, Meadowlands, Cleveland, Road America, Mid-Ohio, Laguna Seca y Miami                                    | |
| Hemelgarn Racing         | Lola T900/March 85C  | Cosworth       | G          | 71         | Michael Roe | Roe corrió en Long Beach, Indy 500, Portland, Meadowlands, Cleveland, Gehlhausen en Milwaukee y Míchigan (primera carrera), Mansilla en Road America, Mid-Ohio, Sanair y Brayton en Laguna Seca, Phoenix y Miami. Utilizaron el chasís Lola T900 en todas las carreras excepto en Sanair. el Patrocinio de Living Well en todas las carreras excepto en Long Beach. SPA*erobics en todas las carreras excepto Indy 500, WTTV en Indy 500 únicamente y Autostyle en todas las carreras. Posteriormente, Brayton fue excluido. |
| Hemelgarn Racing         | Lola T900/March 85C  | Cosworth       | G          | 71         | Spike Gehlhausen | Roe corrió en Long Beach, Indy 500, Portland, Meadowlands, Cleveland, Gehlhausen en Milwaukee y Míchigan (primera carrera), Mansilla en Road America, Mid-Ohio, Sanair y Brayton en Laguna Seca, Phoenix y Miami. Utilizaron el chasís Lola T900 en todas las carreras excepto en Sanair. el Patrocinio de Living Well en todas las carreras excepto en Long Beach. SPA*erobics en todas las carreras excepto Indy 500, WTTV en Indy 500 únicamente y Autostyle en todas las carreras. Posteriormente, Brayton fue excluido. |
| Hemelgarn Racing         | Lola T900/March 85C  | Cosworth       | G          | 71         | Enrique Mansilla | Roe corrió en Long Beach, Indy 500, Portland, Meadowlands, Cleveland, Gehlhausen en Milwaukee y Míchigan (primera carrera), Mansilla en Road America, Mid-Ohio, Sanair y Brayton en Laguna Seca, Phoenix y Miami. Utilizaron el chasís Lola T900 en todas las carreras excepto en Sanair. el Patrocinio de Living Well en todas las carreras excepto en Long Beach. SPA*erobics en todas las carreras excepto Indy 500, WTTV en Indy 500 únicamente y Autostyle en todas las carreras. Posteriormente, Brayton fue excluido. |
| Hemelgarn Racing         | Lola T900/March 85C  | Cosworth       | G          | 71         | Scott Brayton | Roe corrió en Long Beach, Indy 500, Portland, Meadowlands, Cleveland, Gehlhausen en Milwaukee y Míchigan (primera carrera), Mansilla en Road America, Mid-Ohio, Sanair y Brayton en Laguna Seca, Phoenix y Miami. Utilizaron el chasís Lola T900 en todas las carreras excepto en Sanair. el Patrocinio de Living Well en todas las carreras excepto en Long Beach. SPA*erobics en todas las carreras excepto Indy 500, WTTV en Indy 500 únicamente y Autostyle en todas las carreras. Posteriormente, Brayton fue excluido. |
| Brayton Racing           | March 85C            | Cosworth/Buick | G          | 37         | Scott Brayton | Usó el motor Buick en Indy 500 y Milwaukee, bajo el patrocinio de Dreisbach & Sons corrió Long Beach y Míchigan (segunda competencia), con el patrocinio de Hardee en Indy 500 y Milwaukee, y con el patrocinio de Jolly Rancher en Portland, Meadowlands, Cleveland, Míchigan (primera carrera) y en Pocono. |
| Interscope Racing        | March 85C            | Cosworth       | G          | 25         | Danny Ongais | Solo compitió en Long Beach, Indy 500, Cleveland, Míchigan (ambas carreras), Pocono, Phoenix y Miami. |
| AMI Racing               | March 85C            | Cosworth       | G          | 43         | John Paul Jr. | Paul Jr. compitió en Indianápolis y Cleveland, Lammers en Portland y Meadowlands. |
| AMI Racing               | March 85C            | Cosworth       | G          | 43         | Jan Lammers | Paul Jr. compitió en Indianápolis y Cleveland, Lammers en Portland y Meadowlands. |
| Gohr Racing              | March 85C            | Chevy          | G          | 56         | Steve Chassey | Corrió en todas las rondas excepto en Long Beach y Sanair |
| Circle Bar Racing        | Lola T900            | Cosworth       | G          | 38         | Chet Fillip | No pudo calificarse en Indy 500, pero corrió en Milwaukee, Cleveland y Míchigan (primera carrera) solamente. |
| Menard Cashway Lumber    | March 85C            | Cosworth       | G          | 8          | Herm Johnson | No pudo calificarse a la Indy 500. |
| Tom Hess Racing          | Lola T800            | Cosworth       | G          | 27 (29)    | Dick Ferguson | Solo Long Beach. |
| Tom Hess Racing          | Lola T900            | Cosworth       | G          | 27 (29)    | Derek Daly | Solo Indy 500. |
| Tom Hess Racing          | Lola T900            | Cosworth       | G          | 27 (29)    | Jeff Wood | Solo Cleveland. |
| Tom Hess Racing          | Lola T900            | Cosworth       | G          | 27 (29)    | Ian Ashley | Solo Miami. |
| Purcell Racing           | March 83C            | Cosworth       | G          | 50         | Tom Bieglow | el coche no pudo calificarlo a la Indy 500. |
| Purcell Racing           | March 83C            | Cosworth       | G          | 50         | Phil Krueger | el coche no pudo calificarlo a la Indy 500. |
| Purcell Racing           | March 83C            | Cosworth       | G          | 51         | | el coche no pudo calificarlo a la Indy 500. |
| Purcell Racing           | March 83C            | Cosworth       | G          | Jerry Karl | | el coche no pudo calificarlo a la Indy 500. |
| A.J. Foyt Enterprises    | March 85C/Lola T900  | Cosworth       | G          | 14         | A.J. Foyt | Se inscribió para competir en Indianápolis, Meadowlands, Cleveland, Míchigan (primera carrera), Pocono, Sanair, Phoenix y Miami. corrió en Sanair con un chasís Lola T900. |
| A.J. Foyt Enterprises    | March 84C            | Cosworth       | G          | 41         | Mike Nish | No se calificó a la Indy 500 y en Phoenix fue descalificado en prácticas. |
| A.J. Foyt Enterprises    | March 85C            | Chevy          | G          | 44         | George Snider | Solo Indy 500 |
| A.J. Foyt Enterprises    | March 85C            | Cosworth       | G          | 84         | Chip Ganassi | Solo Indy 500 |
| Dale Coyne Racing        | Lola T800            | Chevy          | G          | 19         | Dale Coyne | Entradas a todas las rondas menos a Indy 500 y Sanair |
| / Theodore/Ensign Racing | Theodore             | Cosworth       | G          | 15         | Chico Serra | Solamente Portland. |

- - El número entre paréntesis es el número del coche que se utilizó en las 500 millas de Indianapolis, donde utilizaron una dorsal diferente.

## Competencias disputadas

### Calendario y Resultados
| Rond. | Fecha            | Comp.                                                | Circuito/Localización                                       | Ganador                | Equipo Ganador       |
| ----- | ---------------- | ---------------------------------------------------- | ----------------------------------------------------------- | ---------------------- | -------------------- |
| 1     | 14 de abril      | Toyota Gran Premio de Long Beach                     | Circuito callejero de Long Beach Long Beach, California     | Mario Andretti         | Newman/Haas Racing   |
| 2     | 26 de mayo       | 69.ª edición de las 500 Millas de Indianápolis       | Indianapolis Motor Speedway Indianápolis, Indiana           | Danny Sullivan         | Penske Racing        |
| 3     | 2 de junio       | Dana-Rex Mays Classic de Milwaukee                   | Milwaukee Mile West Allis, Wisconsin                        | Mario Andretti         | Newman/Haas Racing   |
| 4     | 16 de junio      | Stroh's/G. I. Joe's 200 de Portland                  | Portland International Raceway Portland, Oregón             | Mario Andretti         | Newman/Haas Racing   |
| 5     | 30 de junio      | Gran Premio de los Estados Unidos de Meadowlands     | Circuito Callejero de Meadowlands Meadowlands, Nueva Jersey | Al Unser Jr.           | Doug Shierson Racing |
| 6     | 7 de julio       | Budweiser Gran Premio de Cleveland                   | Burke Lakefront Airport Cleveland, Ohio                     | Al Unser Jr.           | Doug Shierson Racing |
| 7     | 28 de julio      | Míchigan 500                                         | Míchigan International Speedway Brooklyn, Míchigan          | Emerson Fittipaldi     | Patrick Racing       |
| 8     | 4 de agosto      | Provimi Veal 200 de Road America                     | Road America Elkhart Lake, Wisconsin                        | Jacques Villeneuve Sr. | Canadian Tire Racing |
| 9     | 18 de agosto     | Domino's Pizza 500 de Pocono                         | Pocono Raceway Long Pond, Pennsylvania                      | Rick Mears             | Penske Racing        |
| 10    | 1 de septiembre  | Escort 200 en Mid Ohio                               | Mid-Ohio Sports Car Course Lexington, Ohio                  | Bobby Rahal            | Truesports           |
| 11    | 8 de septiembre  | Molson Indy 300 en Sanair Super Speedway             | Sanair Super Speedway St. Pie, Quebec                       | Johnny Rutherford      | Alex Morales Racing  |
| 12    | 22 de septiembre | Detroit News 200 del Míchigan International Speedway | Míchigan International Speedway Brooklyn, Míchigan          | Bobby Rahal            | Truesports           |
| 13    | 6 de octubre     | Stroh's 300K de Laguna Seca                          | Mazda Raceway Laguna Seca Laguna Seca, California           | Bobby Rahal            | Truesports           |
| 14    | 13 de octubre    | Dana 150 de Phoenix                                  | Phoenix International Raceway Phoenix, Arizona              | Al Unser               | Penske Racing        |
| 15    | 20 de noviembre  | Beatrice Indy Challenge                              | Bicentennial Park Miami, Florida                            | Danny Sullivan         | Penske Racing        |

     Óvalo
     Circuito

## Resultados de la Temporada

### Estadísticas Finales
| Pos. | Piloto                 | LGB | INDY 500 | MIL | POR | MEA | CLE | MIC R1 | ROA | POC | MDO | SAN | MIC R2 | LAG | PHX | MIA | Puntos |
| ---- | ---------------------- | --- | -------- | --- | --- | --- | --- | ------ | --- | --- | --- | --- | ------ | --- | --- | --- | ------ |
| 1    | Al Unser               | 5   | 4        |     | 4   | 3   | 3   | 2*     | 7   | 3   | 27  | 13* | 12     | 2   | 1*  | 4   | 151    |
| 2    | Al Unser Jr.           | 9   | 25       | 7   | 2*  | 1*  | 1   | 15     | 17* | 2*  | 4   | 3   | 23     | 3   | 2   | 3   | 150    |
| 3    | Bobby Rahal            | 27  | 27       | 9   | 20  | 25  | 28  | 6      | 4   | 4   | 1*  | 10  | 1*     | 1*  | 6   | 2*  | 133    |
| 4    | Danny Sullivan         | 3   | 1        | 4   | 27  | 18  | 27  | 14     | 13  | 5   | 2   | 5   | 8      | 8   | 4   | 1   | 126    |
| 5    | Mario Andretti         | 1*  | 2*       | 1*  | 1   | 26  | 14* | 10     |     | 7   | 7   | 15  | 21     | 11  | 3   | 27  | 114    |
| 6    | Emerson Fittipaldi     | 2   | 13       | 8   | 3   | 2   | 8   | 1      | 5   | 6   | 8   | 25  | 13     | 24  | 8   | 26  | 104    |
| 7    | Tom Sneva              | 8   | 20       | 2   | 24  | 6   | 11  | 3      | 21  | 8   | 15  | 7   | 5      | 19  | 19  | 21  | 66     |
| 8    | Jacques Villeneuve Sr. | 7   | DNQ      | 22  | 23  | 21  | 4   |        | 1   |     | 3   | 11  |        | 25  | 13  | 17  | 54     |
| 9    | Michael Andretti       | 19  | 8        | 19  | 28  | 4   | 7   | 27     | 2   | 13  | 14  | 19  | 25     | 9   | 5   | 25  | 53     |
| 10   | Rick Mears             |     | 21       | 3   |     |     |     | 30     |     | 1   |     |     | 2      |     |     |     | 51     |
| 11   | Johnny Rutherford      | 10  | 6        | 23  | 9   | 14  | 15  | 4      | DNS | 14  | 22  | 1   | 9      | 21  | 26  | 19  | 51     |
| 12   | Josele Garza           | 28  | 31       | 7   | 12  | 27  | 6   | 19     | 18  | 26  | 11  | 6   | 6      | 7   | 10  | 9   | 46     |
| 13   | Ed Pimm                | 12  | 9        | 21  | 19  | DNS |     | 5      | 11  | 20  | 9   | 8   | 3      | 14  | 9   | 12  | 45     |
| 14   | Kevin Cogan            | 23  | 11       | 16  | 5   | 7   | 9   | 7      | 25  | 17  | 21  | 9   | 4      | 17  | 22  | 24  | 44     |
| 15   | Geoff Brabham          | 6   | 19       | 12  | 14  | 24  | 2   | 29     | 15  | 19  | 13  | 4   | 16     | 10  | 12  | 22  | 41     |
| 16   | Pancho Carter          | 13  | 33       | 5   | 13  |     | 16  | 16     |     | 12  |     | 2   | 10     |     | 7   |     | 37     |
| 17   | Roberto José Guerrero  | 26  | 3        | 6   | 15  | DNS | 19  | 13     | 19  | 18  | 18  | 23  | 24     | 4   | 21  | 28  | 34     |
| 18   | Arie Luyendyk          | 17  | 7        | 17  | 21  | 10  | 5   | Acc    | 6   |     | DNS | 18  | 15     | 22  | 25  | 7   | 33     |
| 19   | Bruno Giacomelli       | 18  |          |     | 10  | 5   | 10  |        | 22  |     | 6   | 16  |        | 6   |     | 14  | 32     |
| 20   | Jim Crawford           | 4   | 16       | DNS |     | 9   | 13  |        |     |     |     | 20  |        |     | 15  | 16  | 16     |
| 21   | Bill Whittington       | 16  | 14       | DNS | 26  | 16  | 24  |        | 24  |     | 5   |     | 17     | DNQ |     | 8   | 15     |
| 22   | Scott Brayton          | 11  | 30       | DNQ | 6   | 15  | 25  | 8      |     | 16  |     |     | 22     | 26  | 18  | DNQ | 15     |
| 23   | Alan Jones             |     |          |     |     |     |     |        | 3   |     |     |     |        |     |     |     | 14     |
| 24   | Danny Ongais           | DNQ | 17       |     |     |     |     | 20     |     | 22  |     |     | 7      |     | 14  | 6   | 14     |
| 25   | Howdy Holmes           | 14  | 10       | 11  | 17  | 13  | 22  | 9      | 10  | 21  | 16  | 21  | 18     | DNS |     |     | 12     |
| 26   | Jan Lammers            |     |          |     | 16  | 12  |     |        |     |     |     |     |        | 5   | 20  | 13  | 11     |
| 27   | Michael Roe            | 21  | DNQ      |     | 7   | 8   | 26  |        |     |     |     |     |        |     |     |     | 11     |
| 28   | Roberto Moreno         |     |          |     |     | 28  |     |        | 16  |     | 25  |     |        | 16  |     | 5   | 10     |
| 29   | Johnny Parsons         |     | 5        |     |     |     |     |        |     |     |     |     |        |     |     |     | 10     |
| 30   | Raul Boesel            | 20  | 18       |     | 11  | 11  | 12  | 28     | 8   |     | 23  |     |        | 20  |     | 23  | 10     |
| 31   | Enrique Mansilla       |     |          |     |     |     |     |        | 9   |     | 10  | 12  |        |     |     |     | 8      |
| 32   | Pete Halsmer           |     | DNQ      | 15  | 8   | 19  |     |        |     |     |     |     | 11     |     |     |     | 7      |
| 33   | Dennis Firestone       | 22  | DNQ      | 20  | 18  | DNQ | 21  | 11     | 20  | 9   | 17  | 14  | DNS    | 23  |     |     | 6      |
| 34   | Steve Chassey          |     | DNQ      | DNS | DNQ | 20  | DNS | 12     | 26  | 11  | 12  |     | 14     | 15  | 11  | DNQ | 6      |
| 35   | Rupert Keegan          |     |          |     |     |     |     |        |     |     | 19  |     |        | 12  |     | 10  | 4      |
| 36   | Dick Simon             |     | 26       | 13  |     | 17  |     | 25     |     | 10  |     | 17  | 19     |     | DNQ |     | 3      |
| 37   | Chet Fillip            |     | DNQ      | 10  |     |     |     | 18     | 17  |     |     |     |        |     |     |     | 3      |
| 38   | Dominic Dobson         |     |          |     |     | DNS |     |        |     |     |     |     |        | 18  |     | 11  | 2      |
| 39   | Herm Johnson           |     | DNQ      |     |     |     |     |        | 12  |     | 24  |     |        |     |     |     | 1      |
| 40   | Derek Daly             |     | 12       |     |     |     |     |        |     |     |     |     |        |     |     |     | 1      |
| 41   | Randy Lanier           | 24  | DNQ      |     | 22  | 22  | 20  |        | 14  |     | 20  |     |        | 13  | 17  | 15  | 0      |
| 42   | Spike Gehlhausen       |     |          | 14  |     |     |     | 18     |     |     |     |     |        |     |     |     | 0      |
| 43   | John Paul Jr.          |     | 15       |     |     |     | 17  |        |     |     |     |     |        |     |     |     | 0      |
| 44   | Phil Krueger           |     | DNQ      |     |     |     | DNQ | 21     |     | 15  |     |     |        |     |     |     | 0      |
| 45   | Rocky Moran            | 15  |          |     | DNQ | DNQ |     |        |     |     |     |     |        |     |     |     | 0      |
| 46   | Gary Bettenhausen      |     |          |     |     |     |     |        |     |     |     | 22  | DNS    |     | 16  |     | 0      |
| 47   | Tom Bigelow            |     | DNQ      | 18  |     |     |     | 26     |     | 23  |     |     |        |     |     |     | 0      |
| 48   | Ian Ashley             |     |          |     |     |     |     |        |     |     |     |     |        |     |     | 18  | 0      |
| 49   | A.J. Foyt              |     | 28       |     |     | 23  |     |        |     | 24  |     | 24  |        |     | 23  | 20  | 0      |
| 50   | Don Whittington        |     | 24       | DNQ |     |     |     | 20     |     |     |     |     |        |     | 24  |     | 0      |
| 51   | Chip Ganassi           |     | 22       |     |     |     |     | 22     |     |     |     |     |        |     |     |     | 0      |
| 52   | Dale Coyne             | DNQ |          | DNS | DNQ | DNQ | DNS | 24     | 23  | 27  | 28  |     | DNS    | 27  | DNQ | DNQ | 0      |
| 53   | Sammy Swindell         |     |          |     |     |     |     | 23     |     | 25  |     |     |        |     |     |     | 0      |
| 54   | Rich Vogler            |     | 23       |     |     |     |     |        |     |     |     |     |        |     |     |     | 0      |
| 55   | Jeff Wood              |     |          |     |     |     | 23  |        |     |     |     |     |        |     |     |     | 0      |
| 56   | Dick Ferguson          | 25  | DNQ      |     |     |     |     |        |     |     |     |     |        |     |     |     | 0      |
| 57   | Chico Serra            |     |          |     | 25  |     |     |        |     |     |     |     |        |     |     |     | 0      |
| 58   | Ludwig Heimrath Jr.    |     |          |     |     |     |     |        |     |     | 26  |     |        |     |     |     | 0      |
| 59   | Tony Bettenhausen Jr.  |     | 29       |     |     |     |     |        |     |     |     |     |        |     |     |     | 0      |
| 60   | George Snider          |     | 32       |     |     |     |     |        |     |     |     |     |        |     |     |     | 0      |
| –    | Darin Brassfield       |     |          |     |     |     |     |        |     |     |     |     |        |     |     | DNQ | -      |
| –    | Frank Chianelli        |     |          |     |     |     |     |        |     | DNQ |     |     |        |     |     |     | -      |
| –    | Tom Gloy               |     |          |     |     |     |     |        |     | DNS |     |     |        |     |     |     | -      |
| –    | Gordon Johncock        |     | Acc      |     |     |     |     |        |     |     |     |     |        |     |     |     | -      |
| –    | Jerry Karl             |     | DNQ      |     |     |     |     |        |     |     |     |     |        |     |     |     | -      |
| –    | Mike Nish              |     | DNQ      |     |     |     |     |        |     |     |     |     |        |     | EX  |     | -      |
| –    | Willy T. Ribbs         |     | Acc      |     |     |     |     |        |     |     |     |     |        |     |     |     | -      |
| –    | Ken Schrader           |     | DNP      |     |     |     |     |        |     |     |     |     |        |     |     |     | -      |
| Pos. | Piloto                 | LGB | INDY 500 | MIL | POR | MEA | CLE | MIC R1 | ROA | POC | MDO | SAN | MIC R2 | LAG | PHX | MIA | Puntos |

| Color       | Resultados                    |
| ----------- | ----------------------------- |
| Oro         | Ganador                       |
| Plata       | 2.º Lugar                     |
| Bronce      | 3.º Lugar                     |
| Verde       | 4.º y 5.º Lugar               |
| Azul claro  | 6.º – 10.º Lugar              |
| Azul oscuro | Finalizó (Fuera del Top 10)   |
| Púrpura     | No acabaron la carrera        |
| Rojo        | No lograron calificarse (DNQ) |
| Marrón      | No Arrancó (DNS)              |
| Negro       | Descalificado (DSQ)           |
| Blanco      | No Arrancó (DNS)              |
| Blanco      | Abandono por carrera (C)      |
| Sin color   | No participó                  |

| In-line notation                                                            | |
| Negrita                                                                     | Pole position (1 punto; excepto en Indy y Iowa)                                                            |
| 1 Como la clasificación fue cancelada, no se otorgan el punto al polesitter | |
| Cursiva                                                                     | Vuélta más rápida                                                                                          |
| *                                                                           | Mayor Número de vueltas lideradas (2 puntos)                                                               |
| DNS                                                                         | Piloto que no calificó No logró arrancar (DNS), gana la 1/2 de los Puntos por haber calificado/participado |
| Novato del Año                                                              | |
| Novato                                                                      | |

### Sistema de Puntuación
Los puntos para la temporada se otorgaron sobre la base de los lugares obtenidos por cada conductor (independientemente de que si el coche está en marcha hasta el final de la carrera):
| Posición | 1  | 2  | 3  | 4  | 5  | 6 | 7 | 8 | 9 | 10 | 11 | 12 |
| Puntos   | 20 | 16 | 14 | 12 | 10 | 8 | 6 | 5 | 4 | 3  | 2  | 1  |

#### Puntos de bonificación
- 1 Punto Para la Pole Position
- 1 Punto por liderar la mayoría de vueltas de la carrera